# Erotica (album de Madonna)
Erotica este cel de-al cincilea album de studio al cântăreței și textierei americane Madonna, lansat la 20 octombrie 1992 sub egida casei de discuri Warner Bros. Records. Albumul a fost lansat simultan cu prima carte a Madonnei, Sex. Cartea este, de asemenea, prima publicație lansată de propria companie de divertisment a Madonnei, Maverick. Erotica este un album conceptual despre sex și romantism; cântăreața a încorporat un alter ego intitulat Mistress Dita, inspirată de actrița Dita Parlo. Câteva cântece au un ton confesional, influențat de pierderea a doi prieten apropiați ai Madonnei din cauza bolii SIDA.
Solista a înregistrat albumul în New York City împreună cu Shep Pettibone și André Betts. Pettibone i-a trimis Madonnei o casetă cu trei cântece în timp ce aceasta era în Chicago. La scurt timp după, cei doi au început să lucreze la producția albumului în apartamentul lui Pettibone. În timpul ședințelor, ei au avut probleme la secvențiere și, ca rezultat, producătorul a încercat să mute realizarea albumului cât mai repede posibil pentru ca Madonna să nu își piardă interesul în muzică. Potrivit lui, compozițiile cântăreței au fost serioase și intense, dirijând direcția creativă a pieselor către un teritoriu profund și personal. Producția albumului a fost povestită de Pettibone într-un articol numit „Jurnalele Erotica” din revista Madonnei, Icon.
După lansarea sa, materialul discografic a primit recenzii favorabile din partea criticilor de specialitate, aceștia numind Erotica cel mai aventuros album al solistei, lăudând totodată comentariile despre tabuuri și SIDA. Din punct de vedere comercial, Erotica a avut mai puțin succes în comparație cu lucrările anterioare ale Madonnei. Albumul a ocupat locul doi în clasamentul Billboard 200, devenind astfel primul album de studio al solistei care să nu ajungă pe primul loc, încă de la debutul ei. Pe plan internațional, Erotica a ocupat prima poziție în Australia, Finlanda și Franța, clasându-se, de asemenea, în top cinci în țări precum Canada, Germania, Japonia, Noua Zeelandă și Regatul Unit. Albumul a primit o certificare cu dublu disc de platină din partea Recording Industry Association of America (RIAA) și peste șase milioane de exemplare au fost vândute în întreaga lume.
Șase cântece au fost extrase ca discuri single de pe album, „Erotica” și „Deeper and Deeper” devenind șlagăre de top 10 în Billboard Hot 100. Promovarea albumului a fost realizată prin intermediul celui de-al patrulea turneu de concerte al Madonnei, The Girlie Show World Tour, vizând orașe din Europa, America de Nord, America Latină, Asia și Australia în 1993. Neglijat datorită controverselor din jurul cărții Sex, Erotica a fost considerat unul dintre cele mai subestimate albume din cariera solistei. Materialul discografic a fost ulterior listat în clasamentul „Top 100 cele mai bune albume ale anilor '90” realizat de publicația Slant Magazine și a fost, de asemenea, inclus în colecția celor mai revoluționare albume din istorie a muzeului Rock and Roll Hall of Fame.

## Informații generale
La 10 ani de la semnarea contractului cu casa de discuri Sire Records, Madonna și-a întemeiat propria companie de divertisment multi-media, intitulată Maverick. Aceasta a constat într-o companie de înregistrări (Maverick Records), o companie de producție de film (Maverick Films) și publicații asociate de muzică, difuzare TV, publicații de cărți și divizii de merchandising. Înțelegerea a fost un joint venture cu Time Warner, plătindu-i Madonnei un avans de 60 de milioane de dolari. Compania a avut astfel drepturi de autor de 20% din producțiile muzicale, una dintre cele mai mari rate din industrie, egalată la vremea aceea doar de rata drepturilor de autor a lui Michael Jackson stabilită cu un an mai devreme de Sony. Madonna a spus că și-a imaginat compania ca un „think tank artistic” și a comparat-o cu o încrucișare între Bauhaus, inovatorul institut german de arte format în Weimar în 1919, și fabrica de artiști și asistenți a lui Andy Warhol. Cântăreața a declarat că: „Totul a început ca o dorință de a avea mai mult control. A fost un grup de scriitori, fotografi, regizori și editori pe care i-am întâlnit de-a lungul drumului meu în carieră și pe care am vrut să îi iau cu mine oriunde mă duc. Mi-am dorit să îi integrez în mica mea fabrică de idei. De asemenea, am avut contact cu mult talent tânăr pe care l-am simțit într-un mod antreprenorial”. Primele două proiecte ale afacerii au fost cel de-al cincilea album de studio al Madonnei, Erotica, și cartea ilustrată intitulată Sex.
La început, Madonna a colaborat cu Shep Pettibone pentru album. Pettibone a început să lucreze cu solista în timpul anilor '80, oferind remix-uri pentru numeroase single-uri de-ale ei. Mai târziu, acesta a fost co-producător și textier al single-ului „Vogue” de pe coloana sonoră I'm Breathless, piesa ocupând prima poziție a clasamentului Billboard Hot 100 în anul 1990. În același an, Pettibone a lucrat cu Madonna pentru albumul best of The Immaculate Collection, fiind co-producător al unei noi piese, „Rescue Me”, și remixând cântecele ei anterioare folosind tehnologia audio QSound. În timpul ședințelor de înregistrare pentru Erotica, Madonna și Pettibone au lucrat la piesa „This Used To Be My Playground”, single inclus pe coloana sonoră a filmului Liga feminină de baseball. Melodia a devenit cel de-al zecelea șlagăr al artistei care să ajungă pe locul unu în Billboard Hot 100, Madonna devenind astfel cântăreața cu cele mai multe single-uri de top din Statele Unite la acea vreme. Pe lângă Pettibone, Madonna a mai cerut ajutor și producătorului André Betts care, anterior, a fost producător suplimentar pentru piesa „Justify My Love” de pe The Immaculate Collection. Solista a spus că a fost interesată să lucreze cu Pettibone și Betts datorită capacității lor de a rămâne conectați cu muzica dance underground. „Ei vin din capete opuse ale spectrului în ceea ce privește stilul muzical și abrodarea ei, însă amândoi sunt legați de stradă și sunt încă tineri și nerăbdători”.

## Dezvoltarea
„Îmi amintesc când Madonna și cu mine am început să lucrăm împreună la Erotica. Ascultam în studioul meu de acasă una din primele piese, m-am întors spre ea și i-am spus «E minunat, dar nu este «Vogue». Ea mi-a spus că nu orice cântec trebuie «Vogue» – nu orice lucrare poate deveni cel mai bine vândut single al tuturor timpurilor. Și avea dreptate, însă părerea mea rămăsese aceeași:  «Cred că mereu încerc să mă depășesc, următorul lucru trebuie să fie mai mare decât cel precedent». Madonna s-a întors și m-a privit drept în ochi, spunându-mi: «Shep, indiferent cât de extraordinar e ceva, pur și simplu nu poți face același lucru de două ori»” 
Potrivit lui Pettibone într-un articol intitulat „Jurnalele Erotica” publicat în revista Madonnei, Icon, el a produs o casetă cu trei cântece pe care solista să le asculte, înainte ca acesta să plece în Chicago pentru a filma Liga feminină de baseball. Madonna le-a ascultat pe toate și i-au plăcut. După ce filmările s-au încheiat, cântăreața s-a întâlnit cu Pettibone în New York City pentru a începe să lucreze împreună în noiembrie 1991. Programul celor doi a fost sporadic la început. Madonna și Pettibone au fost în studio timp de o săptămână, urmând ca ea să lucreze cu Steven Meisel la cartea Sex pentru două săptămâni. Ocazional, solista se întâlnea cu André Betts. La început, Madonnei nu i-a plăcut primul grup de cântece pe care le-a înregistrat. Potrivit lui Pettibone, aceasta și-a dorit ca piesele pentru Erotica să sune ca și cum ar fi fost înregistrate într-o alee din Harlem, fără să aibă o producție lucioasă care să pătrundă sunetul. „Deeper and Deeper” nu a funcționat pentru Madonna. Pettibone a spus că, împreună, au încercat diferite versuri intermediare și schimbări, dar, în cele din urmă, solista și-a dorit ca în mijlocul piesei să fie o chitară flamenco.
Cei doi au întâmpinat probleme în timpul procesului de secvențiere, fiind nevoiți să repare cântecele. Acest lucru necesita mult timp, iar Pettibone a fost nevoit să grăbească lucrurile cât de repede posibil, nedorindu-și ca Madonna să își piardă interesul pentru muzică. La acel moment, în ceea ce privește muzica, lucrurile deveneau puțin melancolice. După cum a explicat și Pettibone, Madonna a dirijat direcția creativă a cântecelor către un teritoriu profund și personal deoarece acestea erau serioase și intense. Solista a părăsit producția albumului pentru a lucra la următorul ei film, Prețul trupului, în Oregon. La puțin timp după, Pettibone a început o nouă piesă, intitulată „Goodbye to Innocence”. Când Madonna a ajuns la studio pentru a-și înregistra vocea, aceasta a început să cânte melodia lui Little Willie John, „Fever”, în locul versurilor originale. Cei doi s-au decis să înregistreze o versiune cover, considerând că va suna bine. Deoarece aceștia nu știau versurile, Madonna l-a sunat pe Seymour Stein de la Sire Records și, într-o oră, au avut versiunea lui Peggy Lee și versiunea originală. „Fever” a fost ultimul cântec înregistrat pentru album, în august 1992, fiind finalizat o lună mai târziu.

## Structura muzicală și versurile
„Totul a început ca o glumă. Mixam «Waiting» iar [Madonna] a vrut să iasă să mănânce. În timp ce ea era afară, am început să cânt rap peste muzică. Atunci când s-a întors, i-am pus melodia, și i-a plăcut. Următorul lucru pe care l-am știut era că piesa a ajuns pe album. Asta a arătat în mod discret cât de relaxați am fost” 
Erotica este un album conceptual despre sex și romantism. Materialul discografic pop și dance conține elemente ale muzicii clasice, disco, house modern, techno și new jack swing. Madonna a încorporat un alter-ego intitulat Mistress Dita, inspirat în mare măsură de actrița Dita Parlo. „Erotica” este primul disc single extras de pe album și, totodată, prima piesă de pe album. Cântecul începe cu solista, spunând „My name is Dita” (ro.: „Mă numesc Dita”). Aceasta își invită iubitul să fie inert, spunându-i „do as I say” (ro.: „fă ceea ce îți spun”) și călăuzindu-l spre a explora limitele dintre durere și plăcere. Piesa descrisă ca fiind „o odă pentru sadomasochism” vorbește, de asemenea, despre inhibițiile sexuale. Versiunea cover a Madonnei pentru cântecul „Fever” este cea de-a două piesă de pe album, descrisă ca „o remodelare obraznică în stilul house” a standardelor muzicii pop. „Bye Bye Baby”, următorul cântec, începe cu declarația „This is not a love” (ro.: „Acesta nu este un cântec de dragoste”). Piesa continuă cu solista, punându-i întrebări unui iubit care este pe cale să o abandoneze. La un moment dat, Madonna întreabă furioasă: „Does it make you feel good to see me cry?” (ro.: „Te face să te simți bine să mă vezi că plâng?”). Următorul cântec și cel de-al doilea single, „Deeper and Deeper”, a fost descris ca fiind un moment „pur disco” al albumului. Versurile piesei vorbesc despre obsesia sexuală, în timp ce în secvența intermediară, o chitară flamenco a fost utilizată. În „Where Life Begins”, Madonna promite ascultătorului să îl învețe „un altfel de sărut”. În cântec, solista vorbește despre plăcerea sexului oral, făcând totodată referințe către sexul protejat. Cea de-a șasea piesă, „Bad Girl”, este despre o femeie care mai degrabă s-ar îmbăta decât să încheie o relație prea nevrotică pentru a o manipula. Următorul cântec, „Waiting”, a fost descris ca fiind o „baladă de jale”. Piesa conține cuvinte rostite iar versurile vorbesc despre respingere și dragoste neîmpărtășită. „Waiting” a fost descris, de asemenea, ca fiind o continuare pentru „Justify My Love” (1990).
„Thief Of Hearts”, piesa ce urmează după „Waiting”, este un cântec întunecat și huruit. Acesta folosește un limbaj hip-hop dur pentru a-i îndepărta atenția iubitului pe care i-o acordă unei rivale. Words” a fost comparat cu piesa anterioară, „Thief of Hearts”, criticii remarcând similarități în componență, versurile agere și beat-urile atrăgătoare. „Rain” este cel de-al zecelea cântec și, de asemenea, cel de-al cincilea single de pe album. Versurile sale vorbesc despre a aștepta și a spera la dragoste. Piesa conține un crescendo spre final. Următorul cântec, „Why It's So Hard”, a fost considerat un discurs pentru public, Madonna cântând „Why's it so hard to love one another?” (ro.: „De ce e atât de greu să ne iubim unii pe alții?”). „In This Life” a fost compus în memoria prietenilor care au murit datorită epidemiei de SIDA. Tobele au fost comparate cu ceasul apocalipsei iar pauzele de claviatură au fost, de asemenea, comparate cu cântecul de leagăn „Prelude No. 2” interpretat de George Gershwin, creând astfel un sentiment de afecțiune. Cea de-a treisprezecea piesă, „Did You Do It?”, este realizată în colaborare cu rapperi Mark Goodman și Dave Murphy. Cântecul a fost omis pe varianta „curată” a albumului datorită versurilor explicite. Producătorul André Betts a dezvăluit că, pentru a se distra, acesta a cântat rap peste melodia „Waiting” în timp ce Madonna era plecată. „Secret Garden” este ultimul cântec de pe album și este descris ca fiind cea mai personală piesă. De altfel, „Secret Garden” este dedicat vaginului cântăreței, cu versuri precum „the secret place where she could enjoy herself” (ro.: „locul secret unde se putea bucura de ea însăși”). Piesa conține un beat jazz-house.

## Promovarea

### Apariții mass-media
Erotica a fost lansat la 20 octombrie 1992 prin Maverick Records. Acesta a fost primul album al Madonnei care să conțină eticheta „Parental Advisory” (ro.: „Aviz părinților”), iar vânzarea acestuia a fost interzisă în numeroase țări din Asia, notabil China și Liban. Pentru a promova materialul discografic, solista a apărut pe coperta ediției din octombrie a revistei Vogue, cu fotografii realizat de Meisel. După lansarea cărții, pe 22 octombrie 1992, canalul MTV a difuzat o emisiune specială intitulată The Day in Madonna găzduită de Kurt Loder (titlul acestei emisiuni speciale a fost un joc de cuvinte de la titlul unei emisiuni zilnice a canalului, intitulată The Day in Rock). Emisiunea a promovat lansarea cărții Sex și a albumului Erotica. Cartea a fost luată pe stradă pentru a permite oamenilor, unui sexolog și a unui grup de dominatoare din New York City să o vadă. MTV a intervievat, de asemenea, numeroși oameni care au văzut cartea Sex în ziua lansării sale în magazinul de muzică HMV din New York City. Pentru a sărbători lansarea cărții, magazinul a organizat un concurs de sosii ale Madonnei și au creat un stand în care oamenii puteau vedea cartea cu un dolar pe minut. Toate încasările au ajuns la Lifebeat, organizație creată pentru a ajuta la finanțarea centrelor de cercetare a SIDA.
Madonna a interpretat „Fever” și „Bad Girl” la emisiunea Saturday Night Live în ianuarie 1993. Solista a cântat, de asemenea, versiune originală a piesei „Fever” la cea de-a 1000-a ediție a emisiunii The Arsenio Hall Show, acompaniată de o trupă și fumând o țigară. După spectacol, Madonna a interpretat „The Lady Is a Tramp” împreună cu Anthony Kiedis de la formația Red Hot Chili Peppers, purtând aceleași costumații: o fustă, ciorapi, o vestă din piele și un fes cu urechi de pisică. La 2 septembrie 1993, solista a deschis ediția din 1993 a premiilor MTV Video Music Awards cu o interpretare a piesei „Bye Bye Baby”.

### Discuri single

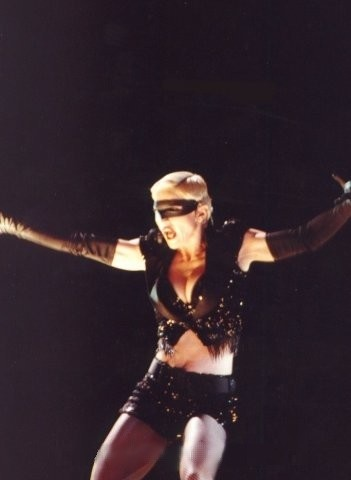
Madonna, interpretând cântecul „Erotica” în deschiderea turneului The Girlie Show World Tour.

„Erotica” a fost lansat în octombrie 1992 ca primul disc single extras de pe album. Criticii au descris cântecul ca fiind „briliant”, totodată comparându-l cu single-ul „Justify My Love” (1990). Piesa s-a clasat pe locul trei în Billboard Hot 100. Pe plan internațional, „Erotica” a devenit un șlagăr de top 10 în Australia, Irlanda, Noua Zeelandă, Norvegia și Regatul Unit. „Deeper and Deeper” a fost lansat ca cel de-al doilea single în noiembrie 1992. Piesa a obținut recenzii pozitive din partea criticilor, majoritatea lăudând tema disco. Cântecul a devenit un hit de top 10 în Belgia, Irlanda, Regatul Unit și Statele Unite. „Bad Girl” a fost lansat în februarie 1993 și a primit recenzii pozitive, criticii numind piesa „captivantă. Cântecul a obținut un succes comercial moderat, clasându-se în top 10 în Regatul Unit în timp ce în Statele Unite a ocupat locul 36 în Billboard Hot 100
„Fever” a fost lansat ca cel de-al patrulea single în martie 1993 în Europa și Australia. Piesa s-a clasat în top 10 în Finlanda, Irlanda și Regatul Unit, în timp ce în clasamentul Dance Club Songs a ocupat prima poziție, cu toate că nu a avut o lansare oficială. Cel de-al cincilea disc single extras de pe album, „Rain”, a fost lansat în luna iulie a anului 1993. Descris de critici ca fiind o metaforă extinsă a ejaculării, cântecul este considerat una dintre cele mai bune lucrări ale Madonnei. Cu toate acestea, „Rain” a fost numit o rescriere sentimentală a piesei „This Used to Be My Playground” (1992), care este, de asemenea, o rescriere siropoasă a cântecului „Promise to Try” de pe albumul Like a Prayer (1989). Single-ul a ocupat locul unu în Italia și locul doi în Canada. „Bye Bye Baby” a fost lansat ca ultimul single de pe album în noiembrie 1993. Critcii au oferit recenzii pozitive piesei, descriind-o ca fiind cea mai „sinceră” interpretare și remarcând vocea modificată electronic. Cântecul s-a clasat în top 10 în Italia în timp ce în Australia a ocupat un loc în top 20.

### Turneul The Girlie Show World Tour
Albumul Erotica a fost mai târziu promovat prin intermediul celui de-al patrulea turneu de concerte al Madonnei, The Girlie Show World Tour, vizând Israel, Turcia, America Latină și Australia. Pentru turneu au fost necesare 1500 de costume și 24 de ore pentru a monta scena. Madonna a deschis spectacolul îmbrăcată ca o dominatoare, înconjurată de dansatori de ambele sexe la bustul gol. Momentele de destindere au inclus-o pe solistă, coborând din tavan pe o minge de discotecă gigantică, purtând o perucă afro pentru interpretarea piesei „Express Yourself”. Pentru interpretarea cântecului „Like a Virgin”, Madonna a cântat sub forma actriței Marlene Dietrich, rostind cuvântul „wirgin” în loc de „virgin”. Spectacolul a provocat vacarm în Puerto Rico deoarece solista a frecat drapelul lor național între picioare, pe scenă. Evreii ortodocși au protestat pentru anularea concertului din Tel Aviv, Israel. Manifestațiile nu au avut succes, concertul desfășurându-se așa cum a fost stabilit. Turneul The Girlie Show a obținut recenzii pozitive partea criticilor și a fost un succes comercial, fiind câștigați aproape 70 de milioane de dolari în urma concertelor.

## Receptare

### Critică
Erotica a obținut, în general, recenzii pozitive din partea criticilor de specialitate. Stephen Thomas Erlewine de la AllMusic a numit albumul „ambițios”, remarcând faptul că acesta conține una din cea mai bună și mai desăvârșită muzică a Madonnei. Paul Verna de la revista Billboard a considerat Erotica cea mai variată, creativă și provocatoare colecție de până atunci. Arion Berger de la Rolling Stone a lăudat „sunetul rece și distant” al albumului. J. D. Considine de la ziarul The Baltimore Sun a spus că cel mai surprinzător lucru al cântecelor este că acestea o surprind pe Madonna cântând despre dragoste, nu despre sex. Phil Sutcliffe i-a oferit trei stele albumului într-o recenzie pentru revista Q, opinând că: „Cea mai mare surpriză este «Deeper and Deeper», care ar putea fi confundat cu un omagiu către Kylie Minogue. Cu toate acestea, esența lui Erotica rămâne în gama de piese care vorbesc direct, aproape intime, bazate nu pe o idee despre sex, ci pe experiențele relațiilor”. Într-o recenzie pentru revista Blender, Tony Power a concluzionat prin a spune că „Solistele (cu excepția lui Millie Jackson) nu se aventurează niciodată pe temele care fac Erotica șocant și, bineînțeles, excitant”.
Charles Aaron de la Spin a considerat că albumul este un comentariu curajos asupra detașării deprimante și tragice a sexului sub SIDA. Stylus Magazine a opinat că fiecare cântec are propria sa energie. Sal Cinquemani de la Slant Magazine a spus că „Beat-urile lui Pettibone pot fi punctate cronologic cu sunetul genului care a stăpânit un deceniu de hit-uri înainte de a fi înlocuit de hip-hop-ul comercializat”, clasificând vocea Madonnei ca fiind „nazală și distantă”. David Browne de la Entertainment Weekly a considerat că Erotica poate fi cel mai trist album dance al tuturor timpurilor, criticând vocea „fără suflet” a Madonnei. Stephen Holden de la ziarul The New York Times a scris că Erotica este pe departe de a fi cel mai bun al Madonnei deoarece cântecele hip-hop nu au o „amploare muzicală și un caracter confesional” a albumului Like a Prayer. Cu toate acestea, el a considerat că materialul discografic a stabilit-o pe cântăreață ca fiind o textieră pop matură.

### Comercială

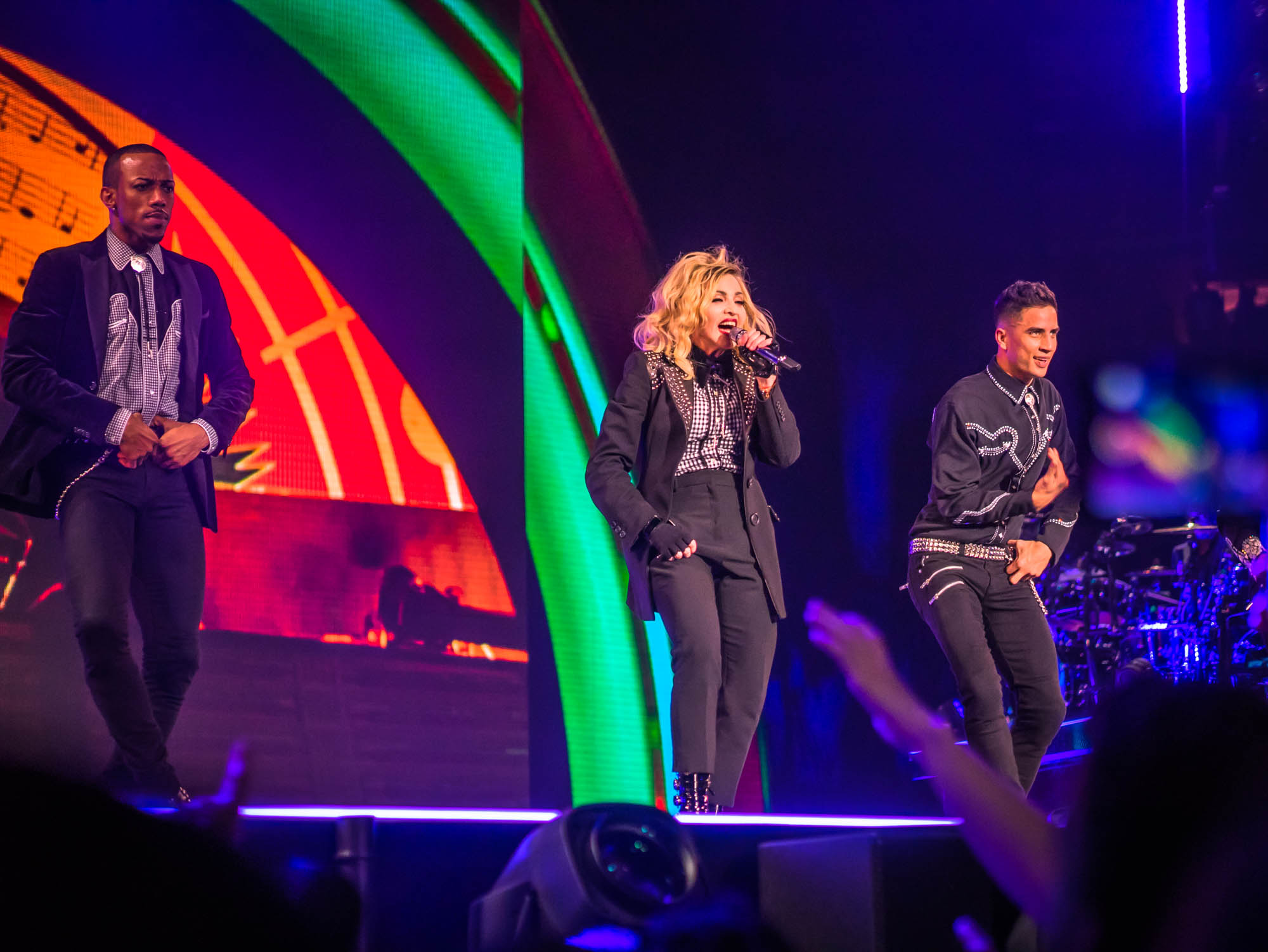
Madonna interpretând cel de-al doilea single de pe album, „Deeper and Deeper”, în timpul turneului Rebel Heart Tour (2015-2016).

În Statele Unite, Erotica a debutat pe locul doi în clasamentul Billboard 200 pe 11 noiembrie 1992, cu vânzări de 167.000 de exemplare. Albumul nu a reușit să ocupe prima poziție datorită celui de-al patrulea album de studio al lui Garth Brooks, The Chase, care a vândut cu 4.000 de copii mai mult decât Erotica. În următoarea săptămână, albumul a coborât două poziții. În cele din urmă, acesta a primit o certificare cu dublu disc de platină din partea Recording Industry Association of America (RIAA) pentru expedierea a două milioane de exemplare. Potrivit Nielsen SoundScan, Erotica s-a vândut în 1.91 milioane de copii în Statele Unite până în decembrie 2016, împreună cu cele 79.000 de exemplare vândute prin intermediul cluburilor de muzică BMG. În Canada, albumul a debutat pe locul șapte în clasamentul RPM Albums Chart la 7 noiembrie 1992. Acesta a ocupat poziția maximă, locul patru, pe 21 noiembrie 1992. Erotica a fost prezent în top pentru un total de 38 de săptămâni, primind o certificare cu dublu disc de platină din partea Music Canada (MC) pentru expedierea a 200.000 de exemplare.
În Australia, albumul a debutat pe prima poziție a clasamentului ARIA pentru albume, fiind mai apoi certificat cu triplu disc de platină de către Australian Recording Industry Association (ARIA) pentru expedierea a 210.000 de copii. În Noua Zeelandă și în Japonia, Erotica a ocupat locul cinci. Recording Industry Association of Japan (RIAJ) a acordat albumului o certificare cu dublu disc de platină pentru expedierea a 400.000 de exemplare.
În Regatul Unit, Erotica a debutat pe locul doi în UK Albums Chart la 24 octombrie 1992. Albumul și-a păstrat poziția timp de trei săptămâni, nereușind să depășească vânzările albumului best of al formației Simple Minds, Glittering Prize 81/92. Albumul a primit o certificare cu dublu disc de platină pe 1 iunie 1993 din partea British Phonographic Industry (BPI) pentru expedierea a 600.000 de copii. În Franța, Erotica a debutat în fruntea clasamentului French Albums Chart pe 28 octombrie 1992. Albumul și-a menținut poziția timp de trei săptămâni și s-a vândut în 250.000 de exemplare. În Germania, Erotica s-a clasat în top cinci în Media Control Charts, fiind mai apoi certificat cu disc de aur pentru expedierea a 250.000 de copii. În Suedia, albumul a debutat pe locul șase, petrecând doar șapte săptămâni în clasament. Similar în Elveția, albumul a ocupat locul cinci și a primit o certificare cu disc de aur din partea IFPI Elveția. Erotica a primit, de asemenea, o certificare cu disc de platină în Spania și o certificare cu disc de aur în Brazilia. Până în prezent, albumul s-a vândut în peste șase milioane de exemplare în toată lumea.

## Impact și recunoașteri
„Din 1992, Madonna a fost un idol—intangibil, și la propriu, și la figurat—iar Erotica a fost prima dată când muzica artistei a avut un ton decisiv de combativ, chiar amenințător, iar majoritatea oamenilor nu au vrut să o asculte. Senzualitatea incontestabilă a albumului Erotica spune mai multe despre mentalitatea sex=moarte a anilor '90 decât orice alt document muzical al vremii respective. Acela nu a fost apogeul creativ al Madonnei. A fost cea mai importantă și cea mai relevantă perioadă a Madonnei. Nimeni altcineva din cultura de masă nu a îndrăznit să vorbească despre sex, dragoste și moarte cu o astfel de sinceritate și îndrăzneală” 
Muzeul Rock and Roll Hall of Fame a considerat Erotica drept unul dintre cele mai revoluționare albume din istorie, declarând că „...puține cântărețe, înainte sau după Erotica, au fost atât de sincere în legătură cu propriile fantezii și dorințe. Madonna a clarificat încă de la început că rușinea și sexualitatea se exclud reciproc... În cele din urmă, Erotica a îmbrățișat și expus plăcerea într-un mod care a făcut-o pe Madonna să rămână fruntașă în revoluția sexuală a muzicii pop”. Slant Magazine a listat albumul ca fiind al 24-lea cel mai bun album al anilor '90, numindu-l o „capodoperă întunecată”. Miles Raymer de la Entertainment Weekly a spus că „în retrospectivă, [Erotica] este cel mai puternic album al ei — produs la apogeul puterii și naturii ei provocatoare... a ajutat-o să se ridice de la un simplu star pop la stadiul de idol definitoriu”. Bianca Gracie de la canalul de televiziunea Fuse TV a descris Erotica drept „albumul care a schimbat muzica pop pentru totdeauna... unul dintre cele mai controversate și definitorii materiale discografice din istorie”.
Potrivit lui J. Randy Taraborreli, autorul cărții Madonna: Biografia Intimă, „La momentul lansării albumului Erotica în octombrie 1992, o mare parte a societății părea să-și reexamineze sexualitatea. Probleme legate de drepturile homosexualilor au fost în prim-planul discuțiilor sociale la nivel global, precum și conștientizarea din ce în ce mai mare a bolii SIDA. O generație părea din ce în ce mai curioasă să exploreze, fără vină, rușine sau scuze, o felie diferită de viață, ceva mai provocator, poate mai întunecat”. Barry Walters de la publicația Rolling Stone a observat că cea mai mare contribuție a albumului a fost „acceptarea celorlalți, în acest caz însemnând minoritățile sexuale, africano-americanii, feminismul, exhibiționismul, și excentricii. Madonna a luat tot ceea ce era marginalizat în timpul celei mai groaznice epidemii de SIDA, i-a plasat într-un context emancipat, și i-a îndesat în mass-media pentru ca toată lumea să vadă și să audă”. Daryl Deino de la The Inquisitr a descris albumul ca fiind „un moment revoluționar pentru feminism”.
Erotica rămâne cel mai subapreciat și interpretat greșit material discografic al artistei. Taraborreli a comentat că este regretabil faptul că Erotica este asociat în istorie ca fiind cel mai puțin memorabil eveniment din cariera Madonnei. Cu toate acestea, el a spus că albumul ar trebui să fie luat în considerare pentru propriile sale merite, nu doar pentru faptul că a fost legat de celelalte două proiecte orientate pentru adulți, ci pentru valoarea sa reală. Atunci când Madonna a fost rugată să denumească cea mai mare dezamăgire profesională, aceasta a spus: „Faptul că albumul meu Erotica a fost trecut cu vederea din cauza situației cu cartea Sex. S-a pierdut în toate astea. Consider că sunt câteva cântece strălucite cărora oamenii nu le-au acordat nicio șansă. [...] Fiecare recenzie a filmului sau a albumului a fost, de fapt, o recenzie a cărții. A fost transparent: nici măcar nu se vorbea despre piese sau despre muzică. OK, m-am gândit, înțeleg ce se petrece aici. A fost o rușine, însă înțeleg”. Brian McNair a observat că solista și-a asumat un risc financiar cu lansarea acestui album, iar Ray of Light (1998) a fost cel care a readus vânzările la nivelul materialelor pre-Erotica. Daryl Deino de la The Inquisitr a numit albumul un moment „extraordinar al feminismului”.
Barry Walters a afirmat că Erotica „a creat șablonul muzicii pop moderne... Fără Madonna, pop-ul modern pe care îl știm ar fi inimaginabil”. Criticul a observat, de asemenea, influența albumului în lucrările unor artiști precum Beyoncé, Britney Spears, Christina Aguilera, Pink, Lady Gaga, și Nicki Minaj. Jeni Wren Stottrup de la The Portland Mercury a considerat că „Erotica ar trebui să fie recunoscut drept unul dintre cele mai mărețe albume ale Madonnei”. Muzicianul Doug Wimbish a considerat că Madonna a creat o cale către următoarea generație de artiste pop: „Ea și-a spus punctul de vedere ca femeie, aducându-l în fața adevărului. A creat un model pentru cântărețe precum Christina Aguilera, Britney sau Beyoncé. A pavat drumul pentru multe. Poți fi frumos și îngrijit și apoi, poți deveni un ciudat. Și vei avea o grămadă de bani pentru tine la final!”.

## Ordinea pieselor pe disc
| Erotica – Versiunea standard |                                                          |                                        |                   |         |  |
| Nr.                          | Titlu                                                    | Autor(i)                               | Producător(i)     | Lungime |  |
| 1.                           | „Erotica”                                                | Madonna Shep Pettibone Anthony Shimkin | Madonna Pettibone | 5:20    |  |
| 2.                           | „Fever”                                                  | John Davenport Eddie Cooley            | Madonna Pettibone | 5:00    |  |
| 3.                           | „Bye Bye Baby”                                           | Madonna Pettibone Shimkin              | Madonna Pettibone | 3:55    |  |
| 4.                           | „Deeper and Deeper”                                      | Madonna Pettibone Shimkin              | Madonna Pettibone | 5:33    |  |
| 5.                           | „Where Life Begins”                                      | Madonna Andre Betts                    | Madonna Betts     | 5:57    |  |
| 6.                           | „Bad Girl”                                               | Madonna Pettibone Shimkin              | Madonna Pettibone | 5:23    |  |
| 7.                           | „Waiting”                                                | Madonna Betts                          | Madonna Betts     | 5:46    |  |
| 8.                           | „Thief of Hearts”                                        | Madonna Pettibone Shimkin              | Madonna Pettibone | 4:51    |  |
| 9.                           | „Words”                                                  | Madonna Pettibone Shimkin              | Madonna Pettibone | 5:55    |  |
| 10.                          | „Rain”                                                   | Madonna Pettibone                      | Madonna Pettibone | 5:25    |  |
| 11.                          | „Why's It So Hard”                                       | Madonna Pettibone Shimkin              | Madonna Pettibone | 5:23    |  |
| 12.                          | „In This Life”                                           | Madonna Pettibone                      | Madonna Pettibone | 6:25    |  |
| 13.                          | „Did You Do It?” (featuring Mark Goodman și Dave Murphy) | Madonna Betts                          | Madonna Betts     | 4:54    |  |
| 14.                          | „Secret Garden”                                          | Madonna Betts                          | Madonna Betts     | 5:32    |  |

Note
- Anthony Shimkin a fost adăugat în mod oficial de ASCAP ca și co-textier al cântecelor „Erotica”, „Bye Bye Baby”, „Bad Girl”, „Thief of Hearts”, „Words” și „Why's It So Hard”.  Acreditările de pe broșura albumului nu conțin această informație. Lui Shimkin i-a fost permis să-și adauge contribuțiile numai la o singură compoziție de pe album; acesta a ales inițial „Deeper and Deeper”[84].
- „Fever” conține versuri compuse și îmbunătățite de cântăreața Peggy Lee care a rămas neacreditată pentru contribuția ei[85].

### Formate
- CD – Versiunea cu 13 piese ce omite cântecul „Did You Do It?”[86].
- CD – Versiunea explicită cu 14 piese, inclusiv cântecul „Did You Do It?”. Această versiune conține eticheta „Parental Advisory”[87].
- CD, ediția colecționarilor – Digipak australian lansat în 1993 pentru a sărbători The Girlie Show Tour în acea regiune. Versiunea explicită conține 14 piese, inclusiv „Did You Do It?”[87].
- Vinil – Versiunea cu 13 piese ce omite cântecul „Did You Do It?”[83].
- Vinil – Versiunea explicită cu 14 piese, inclusiv cântecul „Did You Do It?”. Această versiune conține eticheta „Parental Advisory”. Vinilul a fost republicat în 2012 de către Warner Bros. Înregistrarea conține un număr catalog diferit[88].
- Casetă – Versiunea cu 13 piese ce omite cântecul „Did You Do It?”[89].
- Casetă audio digitală – Versiunea explicită lansată în Europa cu 14 piese, inclusiv cântecul „Did You Do It?”. Această versiune conține eticheta „Parental Advisory”[87].

## Acreditări și personal
Acreditări adaptate de pe broșura albumului.
- Madonna – voce principală, producător
- Shep Pettibone – producător, inginer de sunet, claviatură, secvențiere
- André Betts – producător, sintetizator, bas, pian, coarde, tobe, claviatură
- Emile Charlap – furnizor
- Donna De Lory și Niki Haris – acompaniament vocal
- Jerome Dickens – chitară
- Glen Dicterow – furnizor, organizator concerte
- Anton Fig – tobe
- Mark Goodman – voce secundară, asistent inginer de sunet
- Joe Moskowitz – tobe, claviatură, programare
- Dave Murphy – voce secundară
- Paul Pesco – chitară
- James Preston – pian, claviatură, sintetizator
- Tony Shimkin – claviatură, acompaniament vocal, inginer de sunet, secvențiere, programare tobe, programare
- Danny Wilensky – saxofon
- Doug Wimbish – bas
- Mike Farrell – inginer de sunet
- Robin Hancock – inginer de sunet, mixaj
- George Karras – inginer de sunet
- P. Dennis Mitchell – inginer de sunet
- Ted Jensen – masterizare
- Sander Selover – programare
- Jeremy Lublock – aranjamente coarde
- Siung Fat Tjia – regie artistică, design
- Steven Meisel – fotografie

## Prezența în clasamente
| Țară (clasament 1992)                      | Poziția maximă | Referință |
| ------------------------------------------ | -------------- | --------- |
| Australia (ARIA)                           | 1              | [ 27 ]    |
| Austria (Ö3 Austria Top 40)                | 10             | [ 90 ]    |
| Canada (RPM Top Albums/CDs)                | 4              | [ 54 ]    |
| Elveția (Swiss Hitparade)                  | 5              | [ 27 ]    |
| Finlanda (Suomen virallinen lista)         | 1              | [ 30 ]    |
| Franța (SNEP)                              | 1              | [ 61 ]    |
| Germania (Offizielle Top 100)              | 5              | [ 62 ]    |
| Italia (FIMI)                              | 2              | [ 33 ]    |
| Japonia (FIMI)                             | 5              | [ 58 ]    |
| Norvegia (VG-lista)                        | 11             | [ 91 ]    |
| Noua Zeelandă (Recorded Music NZ)          | 5              | [ 57 ]    |
| Țările de Jos (MegaCharts)                 | 13             | [ 92 ]    |
| Regatul Unit (UK Singles Chart)            | 2              | [ 29 ]    |
| Spania (PROMUSICAE)                        | 5              | [ 66 ]    |
| Suedia (Sverigetopplistan)                 | 6              | [ 64 ]    |
| Statele Unite ale Americii (Billboard 200) | 2              | [ 93 ]    |
| Ungaria (MAHASZ)                           | 15             | [ 94 ]    |

| Țară (clasament 1992)                      | Poziția maximă | Referință |
| ------------------------------------------ | -------------- | --------- |
| Australia (ARIA Charts)                    | 30             | [ 95 ]    |
| Canada (RPM Top Albums/CDs)                | 71             | [ 96 ]    |
| Finlanda (Suomen virallinen lista)         | 40             | [ 30 ]    |
| Italia (FIMI)                              | 40             | [ 97 ]    |
| Statele Unite ale Americii (Billboard 200) | 61             | [ 98 ]    |

## Vânzări și certificări
| \| Țara \| Vânzări/ puncte \| Certificare \| Referințe \| \| --------------------------------- \| --------------- \| ----------- \| ------------ \| \| Australia (ARIA) \| +210.000 \| \| [56] \| \| Austria (IFPI Austria) \| +25.000 \| \| [99] \| \| Brazilia (Pro-Música Brasil) \| +100.000 \| \| [67] \| \| Canada (Music Canada) \| +200.000 \| \| [55] \| \| Elveția (IFPI Elveția) \| +25.000 \| \| [65] \| \| Franța (SNEP) \| +250.000 \| \| [100] \| \| Germania (BVMI) \| +250.000 \| \| [63] \| \| Japonia (RIAJ) \| +400.000 \| \| [59] \| \| Mexic (AMPROFON) \| +250.000 \| \| [101] \| \| Regatul Unit (BPI) \| +600.000 \| \| [60] \| \| Spania (PROMUSICAE) \| +100.000 \| \| [66] \| \| Statele Unite ale Americii (RIAA) \| +1.989.000 \| \| [50][51][52] \| | Note - reprezintă „disc de platină”; - reprezintă „dublu disc de platină”; - reprezintă „triplu disc de platină”; - reprezintă „disc de aur”; |             |                      |
| Țara | Vânzări/ puncte | Certificare | Referințe            |
| Australia (ARIA) | +210.000 |             | [ 56 ]               |
| Austria (IFPI Austria) | +25.000 |             | [ 99 ]               |
| Brazilia (Pro-Música Brasil) | +100.000 |             | [ 67 ]               |
| Canada (Music Canada) | +200.000 |             | [ 55 ]               |
| Elveția (IFPI Elveția) | +25.000 |             | [ 65 ]               |
| Franța (SNEP) | +250.000 |             | [ 100 ]              |
| Germania (BVMI) | +250.000 |             | [ 63 ]               |
| Japonia (RIAJ) | +400.000 |             | [ 59 ]               |
| Mexic (AMPROFON) | +250.000 |             | [ 101 ]              |
| Regatul Unit (BPI) | +600.000 |             | [ 60 ]               |
| Spania (PROMUSICAE) | +100.000 |             | [ 66 ]               |
| Statele Unite ale Americii (RIAA) | +1.989.000 |             | [ 50 ] [ 51 ] [ 52 ] |